# Uroczyska Pojezierza Kaszubskiego
Uroczyska Pojezierza Kaszubskiego este o arie protejată (sit de importanță comunitară — SCI) din Polonia întinsă pe o suprafață de 3.922,3 ha, integral pe uscat.

## Localizare
Centrul sitului Uroczyska Pojezierza Kaszubskiego este situat la coordonatele 54°15′35″N 18°03′11″E / 54.2596°N 18.0531°E.

## Înființare
Situl Uroczyska Pojezierza Kaszubskiego a fost declarat sit de importanță comunitară în octombrie 2009 pentru a proteja 3 specii de plante și 5 specii de animale.

## Biodiversitate
Situată în ecoregiunea continentală, aria protejată conține 16 habitate naturale: Ape puternic oligomezotrofe cu vegetație bentonică cu Chara spp., Lacuri eutrofice naturale cu vegetație de tip Magnopotamion sau Hydrocharition, Lacuri și iazuri distrofice naturale, Pajiști uscate europene, Turbării active, Mlaștini turboase de tranziție și turbării mișcătoare, Mlaștini alcaline, Formațiuni ierboase bogate în specii de Nardus, dezvoltate pe substraturi silicioase în zone montane (și în zone submontane, în Europa continentală), Fânețe de joasă altitudine (Alopecurus pratensis, Sanguisorba officinalis), Păduri de fag Luzulo-Fagetum, Păduri de fag Asperulo-Fagetum, Păduri de fag din Europa Centrală dezvoltate pe sol calcaros cu Cephalanthero-Fagion, Păduri de stejar sau de stejar și carpen sub-atlantice și medio-europene de Carpinion betuli, Păduri acidofile de stejar bătrân cu Quercus robur pe câmpii nisipoase, Mlaștini împădurite, Păduri aluvionare cu Alnus glutinosa și Fraxinus excelsior (Alno-Padion, Alnion incanae, Salicion albae).
La baza desemnării sitului se află mai multe specii protejate:
- plante (3): papucul doamnei (Cypripedium calceolus), Hamatocaulis vernicosus, moșișoare (Liparis loeselii)
- amfibieni (1): triton cu creastă (Triturus cristatus)
- mamifere (1): vidră de râu (Lutra lutra)
- nevertebrate (1): Ophiogomphus cecilia
- pești (2): zvârluga (Cobitis taenia), Rhynchocypris percnurus